# Klaus Nomi (album)
| Recensione | Giudizio |
| ---------- | -------- |
| AllMusic   |          |

(Keys of Life, Klaus Nomi)
Klaus Nomi è il primo album del cantante tedesco Klaus Nomi, pubblicato nel 1981.

## Descrizione
Registrato tra il 1979 e il 1981, l'album contiene tre cover (Lightning Strikes di Lou Christie, numero 1 nella Billboard Hot 100 nel 1965, The Twist di Hank Ballard, che giunse in cima alla classifica dei singoli statunitense grazie a una versione di Chubby Checker nel 1960, e You Don't Own Me, originariamente interpretata da Lesley Gore) e due estratti da opere liriche (The Cold Song da King Arthur di Henry Purcell e l'aria Mon cœur s'ouvre à ta voix da Sansone e Dalila di Camille Saint-Saëns registrata dal vivo il 20 settembre 1980 al Merlyn's di Madison), oltre a cinque brani inediti, due dei quali composti dallo stesso Nomi e uno strumentale intitolato Nomi Chant.

## Tracce
Esistono numerose edizioni di questo disco, ma il numero e l'ordine delle tracce è sempre lo stesso:

(LP) RCA Victor, RCA PL37556 Francia 1981

(LP) RCA Victor, RCA PL37556 Germania 1981

(LP) RCA Victor PL37556 Spagna 1981

(LP) RCA NL74420 Europa 1981

(LP) RCA RCALP6026 PL37556 Regno Unito e Europa 1982

(LP) RCA PL70027 Germania 1982

(LP) RCA KKL1-0560 Canada 1984

(LP) Victor VIL-6124 Giappone 1984

(Musicassetta) RCA PK 37556 Francia 1981

(Musicassetta) RCA PK 70027 Germania 1982

(CD) RCA PD70027 Francia 1985
Lato A
1. Keys of Life (Klaus Nomi) – 2:26
2. Lightning Strikes (Lou Christie, Twyla Herbert) – 2:59
3. The Twist (Hank Ballard) – 3:10
4. Nomi Song (Kristian Hoffman) – 2:47
5. You Don't Own Me (John Medora, David White) – 3:39

Lato B
1. The Cold Song (Henry Purcell, John Dryden) – 4:03
2. Wasting My Time (Klaus Nomi, Scott Woody) – 4:16
3. Total Eclipse (Kristian Hoffman) – 3:29
4. Nomi Chant (Man Parrish) – 1:53
5. Samson and Delilah (Aria) (Camille Saint-Saëns) – 3:43

## Promozione
Da questo album furono estratti cinque singoli:

### You Don't Own Me
(7") RCA Victor PB 8783 Francia 1981

(7", Promo) RCA Victor PB 8783 Spagna 1981 con il titolo You Don't Own Me (No Te Pertenezco)

(7") RCA Victor PB-8783 Spagna 1981 con il titolo You Don't Own Me (No Te Pertenezco)

Lato A You Don't Own Me

Lato B Falling In Love Again
(12", Promo) RCA Victor DC 8812 Francia 1981

Lato A You Don't Own Me / Lightning Strikes

Lato B The Cold Song
- Di Falling In Love Again, inserita nell'album Simple Man (1982), fu girato un videoclip.[10] In questa versione il brano ha un arrangiamento leggermente diverso ed è in parte cantato in tedesco.
- L'edizione spagnola del singolo riporta il titolo tradotto dei brani contenuti: You Don't Own Me (No Te Pertenezco) e Falling In Love Again (Enamorarse Otra Vez).

### Total Eclipse
(7") RCA Victor PB 8885 Germania 1981

Lato A Total Eclipse

Lato B Falling In Love Again
(12", Promo) A&M Records SP-17178 USA 1981

Lato A Total Eclipse (Live)

Lato B Total Eclipse (Live)
- La versione dal vivo di Total Eclipse è estratta dalla colonna sonora del film Urgh! A Music War! del 1981 ed è stata successivamente inserita nell'album postumo Encore del 1983.

### Lightning Strikes
(7") RCA PB 8836 Regno Unito 1982

Lato A Lightning Strikes

Lato B Falling In Love Again
- Di questo singolo fu girato un videoclip.[11]

### Nomi Song/The Cold Song
(7") RCA Victor PB 8884 Francia 1982

Lato A Nomi Song

Lato B The Cold Song
- Di questo singolo fu girato un videoclip.[12]
- Sulla copertina del singolo The Cold Song è indicata come Cold Song.

### The Cold Song
(7") RCA PB 61268 Francia 1983

Lato A The Cold Song

Lato B Wasting My Time
(7", Promo) Victor VIPX-1798 Giappone 1983

Lato A The Cold Song

Lato B Keys of Life
- The Cold Song fu estratta come quinto e ultimo singolo in quanto inserita nella colonna sonora del film Ai nostri amori del 1983.
- Nel 2013 il dj tedesco DJ Hell realizza un singolo con i remix di The Cold Song intitolato Cold Song 2013.[13]
- Il singolo di The Cold Song ottenne un buon successo nella Hit Parade francese a cavallo tra il 1981 e il 1982:

| Classifica (1981-1982) | Settimane di presenza | Posizione massima |
| ---------------------- | --------------------- | ----------------- |
| Francia                | 14                    | 23                |

## Crediti
- Klaus Nomi: voce e cori
- Julie Berger, Jon Corbet, Scott Woody: cori
- Jon Cobert: sintetizzatore, tastiere
- Scott Woody: chitarra
- Rick Pascual: basso
- Daniel Elfassy: batteria
- Brian McEwan, Man Parrish, Monti Ellison: musicisti aggiuntivi
- Album registrato e mixato da: Michael Frondelli, Man Parrish, Robert Saccomanno con Andy Waterman e Jack Letourneau
- Album masterizzato da: Man Parrish, Jack Skinner
- Michael Halsband: immagine di copertina
- Lawrence M. Rosenthal, Myron Dickstein: produttori esecutivi
- Album prodotto da Ron Johnsen

## Classifiche
| Classifica (1981-1982) | Settimane di presenza | Posizione massima | Posizione di fine anno |
| ---------------------- | --------------------- | ----------------- | ---------------------- |
| Francia                | 43                    | 2                 | 32                     |